# Émile Pladner
Émile "Spider" Pladner (ur. 2 września 1906 w Clermont-Ferrand, zm. 15 marca 1980 w Auch) – francuski bokser, medalista mistrzostw Europy, zawodowy mistrz świata wagi muszej.
W Mistrzostwach Europy 1925 w Sztokholmie zdobył złoty medal w wadze muszej w finale pokonując Anglika Williama Jamesa.
W roku 1926 przeszedł na zawodowstwo. 2 marca 1929 na Velodrom d'Hiver w Paryżu pokonał Amerykanina Frankie Genaro przez nokaut w 1. rundzie (58 sek.) i został mistrzem świata wagi muszej. Tytuł utracił 18 kwietnia 1929 również na Velodrom d'Hiver w Paryżu na rzecz Frankie Genaro, kiedy został zdyskwalifikowany w 5. rundzie za cios poniżej pasa. Rozegrał 133 walki zawodowe. Wygrał 104 (39 przez KO), 16 (3 przez KO) przegrał, a 13 zostało nierozstrzygniętych.